# 神道殺活流
神道殺活流（しんとうさっかつりゅう）とは、骨法の流派のひとつ。現在は伝承されていない。整体法の南條式変形徒手矯正療法（南條式療法）の母体となったとされる日本武術である。
南北朝時代より始まる、伯耆の羽衣石城主であった南條氏の子孫と伝えられる南條元続より始まる。元続は、南條家の家伝の骨法に、明国の武人から学んだ術技を加え、神道殺活流を開いたとされる。（明国の武人の氏名や武術名は不明）
骨法体術以外に活法を含んでいた。昭和に至り南條禎成(1906年 -1981年)が、この活法をもとに、経絡治療やカイロプラクティックなどの理論を採り入れ、南條式変形徒手矯正療法を大成した。